# Propynylidyne
Le propynylidyne est une espèce chimique de formule C3H. C'est un radical détecté dans le milieu interstellaire.